# Британская знать
Британская знать состоит из пэров и джентри. Дворянство четырёх составляющих её родных наций сыграло важную роль в формировании истории страны, хотя наследственное пэрство теперь сохраняет только право баллотироваться на выборах в Палату лордов, право обедать там, положение в формальном порядке старшинства, право на определенные титулы и право на аудиенцию (частную встречу) с монархом. Более трети британской земли находится в руках аристократов и джентри.